# Mike Butler
Michael Edward Butler, detto Mike (Memphis, 22 ottobre 1946 – 18 novembre 2018), è stato un cestista statunitense, professionista nella ABA.

## Carriera
Venne selezionato dai San Diego Rockets al decimo giro del Draft NBA 1968 (121ª scelta assoluta), ma non giocò mai nella NBA.
Giocò per quattro stagioni nella ABA, vincendo il titolo nel 1971 con gli Utah Stars.

## Statistiche
| † | Denota una stagione in cui ha vinto il titolo ABA |
| * | Primo nella lega                                  |
| * | Record                                            |

### ABA

#### Regular Season
| Anno     | Squadra         | PG  | PT | MP   | TC%  | 3P%  | TL%   | RP  | AP  | PRP | SP | PP   |
| -------- | --------------- | --- | -- | ---- | ---- | ---- | ----- | --- | --- | --- | -- | ---- |
| 1968-69  | N.O. Buccaneers | 77  |    | 17,1 | 39,2 | 30,9 | 84,2  | 1,5 | 2,2 |     |    | 7,5  |
| 1969-70  | N.O. Buccaneers | 83  |    | 20,8 | 37,3 | 29,0 | 83,9  | 1,4 | 1,6 |     |    | 9,9  |
| 1970-71† | Utah Stars      | 71  |    | 19,9 | 42,0 | 25,6 | 91,1* | 1,8 | 2,6 |     |    | 10,2 |
| 1971-72  | Utah Stars      | 14  |    | 6,9  | 38,9 | 33,3 | 85,7  | 0,7 | 0,9 |     |    | 2,6  |
| Carriera | Carriera        | 245 |    | 18,6 | 39,3 | 28,9 | 86,6  | 1,5 | 2,1 |     |    | 8,8  |

#### Play-off
| Anno     | Squadra         | PG | PT | MP   | TC%  | 3P%  | TL%  | RP  | AP  | PRP | SP | PP  |
| -------- | --------------- | -- | -- | ---- | ---- | ---- | ---- | --- | --- | --- | -- | --- |
| 1969     | N.O. Buccaneers | 11 |    | 21,5 | 28,0 | 26,4 | 89,7 | 2,6 | 1,5 |     |    | 9,1 |
| 1971†    | Utah Stars      | 10 |    | 7,7  | 57,6 | 25,0 | 88,9 | 1,1 | 0,6 |     |    | 4,8 |
| Carriera | Carriera        | 21 |    | 15,0 | 35,0 | 26,2 | 89,5 | 1,9 | 1,1 |     |    | 7,0 |

## Palmarès
- Campionato ABA: 1

Utah Stars: 1971
- Miglior tiratore di liberi ABA (1971)
- Giocatore con la più alta percentuale di sempre nei tiri liberi in stagione ABA (91,1% stagione 1970-1971)